# Marius Lăcătuș
Marius Mihai Lăcătuș (* 5. April 1964 in Brașov) ist ein ehemaliger rumänischer Fußballspieler und derzeitiger -trainer.

## Karriere als Spieler

### Vereinsspieler
Lăcătuș begann seine Karriere 1977 beim FC Brașov, wo er auch sein erstes Divizia-A-Spiel am 28. Februar 1982 gegen CS Târgoviște bestritt. Nach 45 Erstligaspielen und 5 Toren für Brașov wechselte er 1983 zu Steaua Bukarest, für die er im Trikot der Blau-Roten in 357 Spielen 98 Tore schoss, davon bereits 13 in seiner ersten Saison bei Steaua. 1990 wurde der AC Florenz auf ihn aufmerksam und holte ihn für 1,5 Mio. US-Dollar nach Italien. Ein Jahr später wechselte er für zwei Jahre zu Real Oviedo, bevor er zu Steaua Bukarest zurückkehrte, wo er bis 1999 spielte und zeitweise Kapitän der Mannschaft war. Es folgte noch eine kurze Zeit beim FC Național Bukarest in der Saison 1999/2000. Danach beendete er seine aktive Karriere.
Insgesamt bestritt er 414 Spiele in der Divizia A und schoss dort 103 Tore. Mit seinem zehnten Landesmeistertitel im Jahr 1998 löste er den bisherigen Rekordhalter Balázs Hoksary ab, der es bis 1936 mit seinen Vereinen auf neun Titel gebracht hatte.

### Nationalspieler
In 84 A-Länderspielen für die rumänische Fußballnationalmannschaft erzielte er 13 Tore.

## Karriere als Trainer
Nach seiner aktiven Karriere startete Lăcătuș seine Laufbahn als Trainer zunächst bei FC Național Bukarest, wo er im Januar 2001 durch Cosmin Olăroiu ersetzt wurde. Anschließend wurde er Co-Trainer von Mihai Stoichiță bei der panamaischen Nationalmannschaft. Nach seiner Rückkehr nach Rumänien war er zunächst Cheftrainer von Oțelul Galați und FC Brașov. Am 26. Februar 2004 stand Lăcătuș vor einem Vertragsabschluss bei Universitatea Craiova, wurde jedoch von den Fans des Vereins aufgrund seiner Vergangenheit bei Steaua abgelehnt. Er übernahm daraufhin im März 2004 Ceahlăul Piatra Neamț, mit dem er am Ende der Saison 2003/04 in die Divizia B abstieg. Am 22. Juli 2004 unterschrieb Lăcătuș einen Vertrag als Co-Trainer der rumänischen Nationalmannschaft. Mitte Dezember 2004 einigte er sich mit Inter Gaz Bukarest aus der Divizia B auf ein Engagement im Folgejahr. Im Jahr 2005 wurde Lăcătuș Präsident von Steaua Bukarest, gab den Posten aber bereits nach einem Jahr wieder ab, da er lieber auf dem Platz als im Büro arbeitete. Vom 27. Juni 2006 bis zum 1. Oktober 2007 war er Trainer von UTA Arad, von dort wechselte er auf den Trainerposten bei Steaua Bukarest, wo er am 28. Oktober 2007 Massimo Pedrazzini ablöste. Im Oktober 2008 gab er dieses Amt nach einer 3:5-Niederlage in der Champions League gegen Olympique Lyon auf, löste seinen Nachfolger Dorinel Munteanu aber bereits im Dezember 2008 wieder ab und blieb bis Mai 2009 bei Steaua. Im September 2009 unterschrieb Lăcătuș einen Zweijahresvertrag als Trainer des FC Vaslui, den er nach dem verlorenen Pokalfinale im Mai 2010 kündigte, um im Sommer 2010 zu seiner Tochter nach Spanien ziehen zu können. Am 27. September 2010 wurde Lăcătuș erneut Trainer von Steaua Bukarest, am 7. März 2011 trat er nach der 0:3-Heimniederlage gegen FC Brașov allerdings zurück und wurde durch Sorin Cârțu abgelöst. Am 21. Januar 2012 wurde er bei FCM Târgu Mureș Nachfolger von Maurizio Trombetta, von dem sich der Verein am Vortag getrennt hatte. Nach drei sieglosen Spielen in der Rückrunde der Saison 2011/12 wurde Lăcătuș am 18. März 2012 bereits wieder entlassen und durch Ioan Sabău ersetzt, der das Team bereits in der Vorrunde trainiert hatte.
Seit Oktober 2013 betreute er Zweitligist CSMS Iași, mit dem er am Saisonende in die Liga 1 aufstieg. Ende August 2014 wurde er dort entlassen und durch Ionuț Chirilă ersetzt.
Zur Saison 2018/19 übernahm Lăcătuș die wiedereröffnete Fußballabteilung des Armeesportklubs CSA Steaua Bukarest in der Liga IV. Nachdem er den Aufstieg verpasst hatte, verließ er den Verein nach einem Jahr.

## Erfolge

### Spieler
Steaua Bukarest

#### International
- Europapokalsieger der Landesmeister: 1986
- Europäischer Supercup-Sieger: 1987
- Weltpokal-Finalist: 1986

#### National
- Rumänischer Meister (10): 1985, 1986, 1987, 1988, 1989, 1994, 1995, 1996, 1997, 1998
- Rumänischer Pokal-Sieger (6): 1985, 1987, 1989,  1996, 1997, 1999
- Rumänischer Supercup-Sieger (3): 1994, 1995, 1998

### Trainer
Steaua Bukarest
- Rumänischer Vizemeister:  2008

Vaslui
- Rumänischer Pokal-Finalist:  2010

Politehnica Iași
- Aufstieg in die Liga 1: 2014

## Sonstiges
Bei der Eröffnung des Stadionul Steaua, dem neuen Stadion des CSA Steaua Bukarest wurde Marius Lăcătuș geehrt. Seine Trikotnummer 7 wird im Verein nicht mehr vergeben.